# Lee Rogers Berger
Lee Rogers Berger   (Comtat de Johnson, 22 de desembre de 1965) és un paleoantropòleg i arqueòleg americà conegut per als seus treballs sobre l'Australopithecus africanus i pels descobriments i definicions de l'Australopithecus sediba i de l'Homo naledi.